# Planitiae di Venere
Segue una lista delle planitiae presenti sulla superficie di Venere. La nomenclatura di Venere è regolata dall'Unione Astronomica Internazionale; la lista contiene solo formazioni esogeologiche ufficialmente riconosciute da tale istituzione.
Le planitiae di Venere portano il nome di figure mitologiche femminili di varie culture.

## Prospetto
| Planitiae             | Eponimo | Latitudine | Longitudine | Diametro |
| --------------------- | --- | ---------- | ----------- | -------- |
| Aibarchin Planitia    | Aibarchin - Eroina uzbeka del poema epico Alpamysh. | 73° S      | 25° E       | 1200 km  |
| Aino Planitia         | Aino - Eroina finlandese del poema epico Kalevala. | 40,5° S    | 94,5° E     | 4985 km  |
| Akhtamar Planitia     | Tamar - La protagonista femminile della leggenda armena alla base del nome dell'isola di Akdamar narrata anche nella poesia Akhtamar di Hovhannes Tumanyan. | 27° N      | 65° E       | 2700 km  |
| Alma-Merghen Planitia | Alma Merghen - Seconda moglie di Gesar nella versione dei Buriati della sua epica.                                                                          | 76° S      | 100° E      | 1500 km  |
| Atalanta Planitia     | Atalanta - Figura della mitologia greca. | 45,6° N    | 165,8° E    | 2050 km  |
| Audra Planitia        | Audra - Signora del mare raffigurante la tempesta nella mitologia lituana.                                                                                  | 61° N      | 72° E       | 1900 km  |
| Bereghinya Planitia   | Beregina - Spirito dei fiumi nella mitologia slava. | 28,6° N    | 23,6° E     | 3900 km  |
| Dzerassa Planitia     | Dzerassæ - Fanciulla figlia del re delle acque nella mitologia osseta.                                                                                      | 15° S      | 295° E      | 2800 km  |
| Fonueha Planitia      | Fonueha - Anziana cieca che divenne uno squalo nelle leggende delle Isole Samoa.                                                                            | 44° S      | 48° E       | 3000 km  |
| Ganiki Planitia       | Ganiki - Sirena nella cultura degli Oroci. | 40° N      | 202° E      | 5160 km  |
| Guinevere Planitia    | Ginevra - Regina di Camelot nei racconti della Materia di Britannia.                                                                                        | 21,9° N    | 325° E      | 7520 km  |
| Gunda Planitia        | Gunda - Eroina del ciclo dei Narti, saga epica degli Abcasi.                                                                                                | 16° S      | 267° E      | 1200 km  |
| Helen Planitia        | Elena - Personaggio della mitologia greca. | 51,7° S    | 263,9° E    | 4360 km  |
| Hinemoa Planitia      | Hinemoa - Eroina di una leggenda Maori che attraversa a nuoto il lago Rotorua per poter sposare Tutanekai.                                                  | 5° N       | 265° E      | 3700 km  |
| Imapinua Planitia     | Imapinua - Signora del mare per gli eschimesi della Groenlandia orientale.                                                                                  | 60° S      | 142° E      | 2100 km  |
| Kanykey Planitia      | Kanïkei - Eroina del poema epico kirghiso Manas. | 10° S      | 350° E      | 2100 km  |
| Kawelu Planitia       | Kawelu - Personaggio della mitologia hawaiana riportata in vita dopo la morte.                                                                              | 32,8° N    | 246,5° E    | 3910 km  |
| Laimdota Planitia     | Laimdota - Eroina del poema epico lettone Lāčplēsis. | 58° S      | 117° E      | 1800 km  |
| Lavinia Planitia      | Lavinia - Principessa italica nella mitologia romana. | 47,3° S    | 347,5° E    | 2820 km  |
| Leda Planitia         | Leda - Personaggio della mitologia greca. | 44° N      | 65,1° E     | 2890 km  |
| Libuše Planitia       | Libuše - Leggendaria principessa dei cechi. | 60° N      | 290° E      | 1200 km  |
| Llorona Planitia      | Llorona - La donna piangente del folclore dell'America Latina.                                                                                              | 18° N      | 145° E      | 2600 km  |
| Louhi Planitia        | Louhi - La regina dei territori settentrionali nella mitologia ugro-finnica.                                                                                | 80,5° N    | 120,5° E    | 2440 km  |
| Lowana Planitia       | Lowana - Personaggio della mitologia aborigena australiana.                                                                                                 | 43° N      | 98° E       | 2700 km  |
| Mugazo Planitia       | Mugazo - Personaggio della mitologia vietnamita. | 69° S      | 60° E       | 1500 km  |
| Navka Planitia        | Navka - Sirene della mitologia slava. | 8,1° S     | 317,6° E    | 2100 km  |
| Niobe Planitia        | Niobe - Personaggio della mitologia greca. | 21° N      | 112,3° E    | 5008 km  |
| Nsomeka Planitia      | Nsomeka - Eroina nella tradizione Bantu. | 53° S      | 195° E      | 2100 km  |
| Nuptadi Planitia      | Nuptadi - Eroina delle leggende dei Mandan. | 73° S      | 250° E      | 1200 km  |
| Rusalka Planitia      | Rusalka - Spirito femminile associato ai corsi d'acqua nella mitologia slava.                                                                               | 3° N       | 170° E      | 3600 km  |
| Sedna Planitia        | Sedna - Dea del mare nella mitologia eschimese. | 42,7° N    | 340,7° E    | 3570 km  |
| Snegurochka Planitia  | Sneguročka - Fanciulla della neve del folclore russo. | 86,6° N    | 328° E      | 2775 km  |
| Sogolon Planitia      | Sogolon - Donna-bufalo delle leggende dei Mandingo. | 8° N       | 107° E      | 1600 km  |
| Tahmina Planitia      | Tahmina - Personaggio femminile del racconto Rostam e Sohrab parte del poema epico persiano Shāh-Nāmeh.                                                     | 23° S      | 80° E       | 3000 km  |
| Tilli-Hanum Planitia  | Tilli-Hanum - Eroina del poema epico azero Ker-ogly. | 54° N      | 120° E      | 2300 km  |
| Tinatin Planitia      | Tinatin - Eroina epica georgiana. | 2° S       | 16° E       | 2500 km  |
| Undine Planitia       | Ondine - Ninfe acquatiche della mitologia ugro-finnica. | 13° N      | 303° E      | 2800 km  |
| Vellamo Planitia      | Vellamo - Spirito delle acque nella mitologia ugro-finnica.                                                                                                 | 45,4° N    | 149,1° E    | 2155 km  |
| Vinmara Planitia      | Vinmara - Fanciulla-cigno che il dio Qat trattenne a terra nascondendole le ali nelle leggende delle Nuove Ebridi.                                          | 53,8° N    | 207,6° E    | 1635 km  |
| Wawalag Planitia      | Wawalag - Due sorelle creatrici del linguaggio nelle leggende degli Yulengor, popolo della Terra di Arnhem.                                                 | 30° S      | 217° E      | 2600 km  |
| Zhibek Planitia       | Zhibek - Eroina kazaka del poema epico Kyz-Zhibek. | 40° S      | 157° E      | 2000 km  |